# Alveslohe
Alveslohe è un comune di 2.570 abitanti dello Schleswig-Holstein, in Germania.
Appartiene al circondario (Kreis) di Segeberg (targa SE) ed è parte della comunità amministrativa (Amt) di Kaltenkirchen-Land.